# Verna (calciatore)
 Verna (fl. XX secolo) è stato un calciatore italiano, di ruolo attaccante.

## Carriera
Con la Speranza Savona disputa 6 gare nel campionato di Prima Divisione 1922-1923.